# Provimi

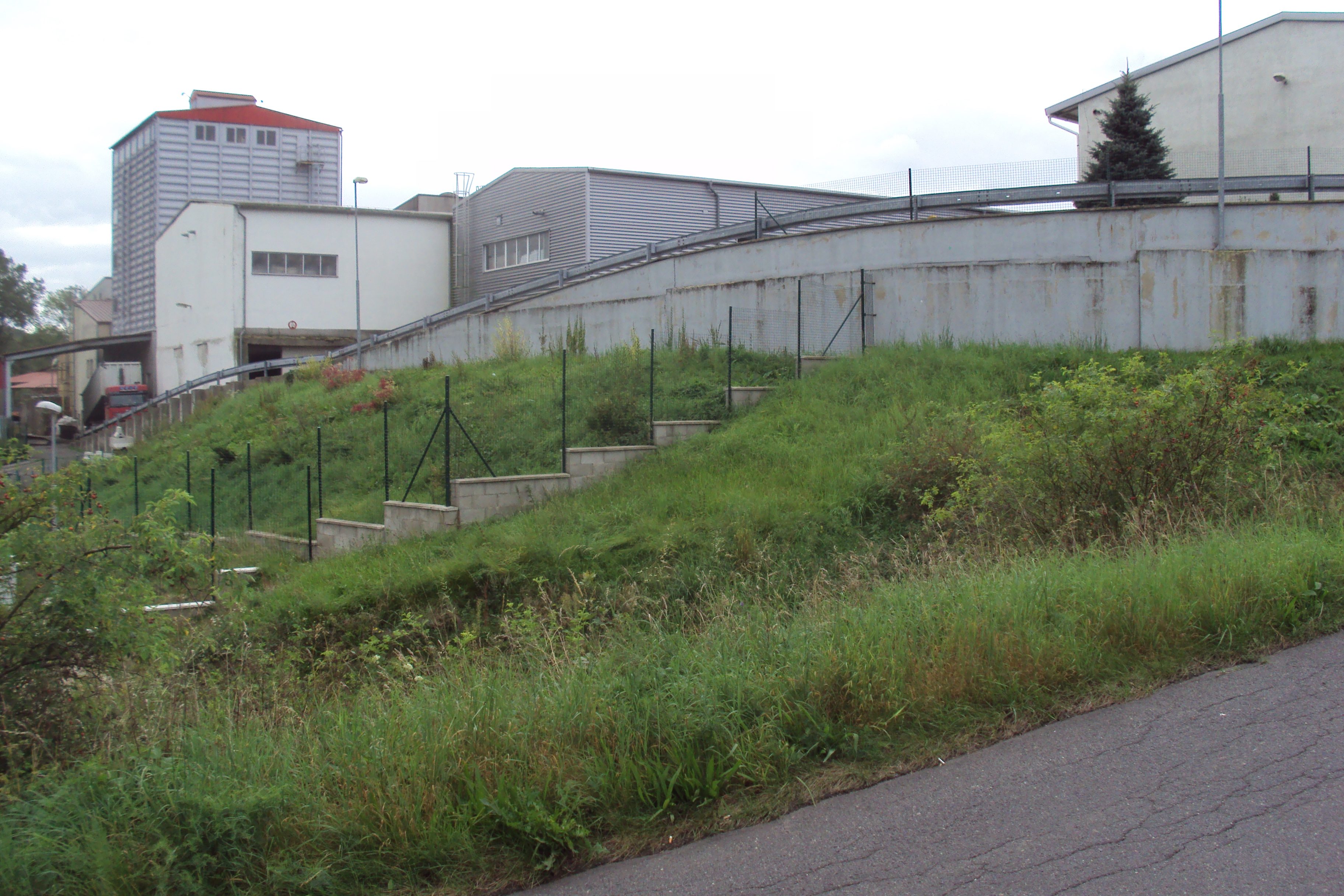
Provimi, Brniště

Provimi is een bedrijf dat gespecialiseerd is in het maken van diervoeders en aanverwante producten. Het bedrijf is de wereldwijde marktleider op het gebied van premixen. De naam van het bedrijf is een samenstelling van proteinen, vitaminen en mineralen.

## Geschiedenis
Het bedrijf werd opgericht in 1927 door Harry Bonda (1898-1966) als handelsmaatschappij voor Nederlandse boeren, gevestigd aan de Rijnhaven - Veerlaan op Katendrecht te Rotterdam. Pas in de jaren dertig ging het bedrijf producten verkopen onder naam Provimi. In 1971 werd Provimi overgenomen door het Amerikaanse Central Soya Company dat op zijn beurt in 1980 werd overgenomen door het Amerikaanse Shamrock Capital (bij de Disney group behorend) en toen in 1988 door verkocht aan het Italiaanse Ferruzzi, welk Central Soya begin 90ger jaren inlijvte in hun operatie onder het Franse Eridania Béghin-Say. Tot de opsplitsing van Eridania Béghin-Say in 2001 groeide het bedrijf veel in opkomende gebieden zoals Azië en Zuid-Amerika. De splitsing in 2001 van Eridania Béghin-Say resulteerde in vier onafhankelijke beursgenoteerde bedrijven waar van Provimi er een is.
In 2002 verkregen de private-equityfondsen van CVC en PAI een meerderheidsaandeel van 74,05% in Provimi. In 2006 was er interesse in Provimi vanuit een ander Nederlands diervoederbedrijf, Nutreco. In april 2007 nam Permira echter het meerderheidsaandeel van CVC en PAI over en na een zogenaamde 'squeeze-out' in oktober 2009 bezat Permira (via KoroFrance SAS) 100% van de aandelen. Sinds november 2009 is Provimi niet langer aan NYSE Euronext in Parijs genoteerd.
Medio augustus 2011 maakte het bedrijf bekend dat het Amerikaanse Cargill een bod heeft uitgebracht van EUR 1,5 miljard op alle aandelen. Eerder hadden de Nederlandse bedrijven Nutreco en DSM een samenwerkingsverband aangekondigd om samen Provimi over te nemen, maar met het bod van Cargill werd dit plan doorkruist. Nutreco en DSM hadden het plan het bedrijf te splitsen; Nutreco had vooral interesse in de veevoeder activiteiten van Provimi en DSM wilde de vitamine activiteiten.

## Markten
Provimi is wereldwijd actief. Verspreid over 25 landen wordt in 67 productielocaties veevoeder geproduceerd. Met zo'n 6.800 personeelsleden wordt ongeveer 50 miljoen ton veevoer per jaar verwerkt. De belangrijke geografische afzetmarkten zijn Europa, het Midden-Oosten en Afrika. Andere belangrijke verkooplanden voor Provimi zijn Oost-Europa, Latijns-Amerika en Rusland.
De belangrijkste producten zijn:  
- Premixen en concentraten
- Bulkvoeders
- Speciaalvoeders als biggenvoeders and kalvermelken